# Laudato TV
Laudato TV é uma estação de televisão local croata com sede em Zagreb (com estúdio em Split também). A televisão iniciou sua transmissão no Natal de 2015. Foi a televisão local mais vista na Croácia em 2019.
Ele colabora com a EWTN e outras televisões cristãs.